# Епархия Сантуса
 Епархия Сантуса  (лат. Dioecesis Santosensis) — епархия Римско-Католической церкви с центром в городе Сантус, Бразилия. Епархия Сантуса входит в митрополию Сан-Паулу. Кафедральным собором епархии Сантуса является церковь Пресвятой Девы Марии Розария.

## История
4 июля 1924 года Римский папа Пий XI выпустил буллу «Ubi praesules», которой учредил епархию Сантуса, выделив её из архиепархии Сан-Паулу.
2 марта 1968 года, 9 января 1974 года и 3 марта 1999 года епархия Сантуса передала часть своей территории в пользу возведения новых епархий Итапевы, Режистру и Карагуататубы.

## Ординарии епархии
- епископ José Maria Perreira Lara (18.12.1924 — 28.09.1934)
- епископ Paulo de Tarso Campos (1.06.1935 — 14.12.1941)
- епископ Idílio José Soares (12.06.1943 — 21.11.1966)
- епископ David Picão (21.11.1966 — 26.07.2000)
- епископ Jacyr Francisco Braido (26.06.2000 — по настоящее время)

## Источник
- Annuario Pontificio, Ватикан, 2005
- Булла Ubi Praesules, AAS 17 (1925), p. 498  (лат.)